# Mi fai morir cantando/Sciocca che sei
Mi fai morir cantando/Sciocca che sei è un singolo della cantante italiana Lara Saint Paul, pubblicato nel 1973 dall'etichetta discografica Polydor.

## Il disco
Entrambi i brani sono estratti dall'album Lara Saint Paul, pubblicato nell'autunno dello stesso anno.

## Tracce
Lato A
- Mi fai morir cantando (Killing Me Softly With His Song) - 4:50 (Charles Fox - Giorgio Calabrese - Norman Gimbel)

Lato B
- Sciocca che sei- 3:45 (Andrea Lo Vecchio)